# Ibrahim und Dschamila
Ibrahim und Dschamila ist eine Liebesgeschichte aus den Geschichten aus Tausendundeiner Nacht. Sie wird in der Arabian Nights Encyclopedia als ANE 258 gelistet (→ Tausendundeine Nacht – Liste der Geschichten).
In der Erzählung reist der junge Ibrahim al-Khasib von Ägypten in den Irak, um eine Frau zu finden, in deren Bildnis er sich verliebt hat. Nach einer Reise über Bagdad entdeckt er in Basra schließlich die geheimnisvolle Frau mit Namen Dschamila.

## Handlung
Zur Zeit des Kalifats von Harun al-Raschid residiert in Ägypten dessen Gouverneur al-Khasib. Dieser hat einen 15-jährigen Sohn namens Ibrahim, der außer zum islamischen Freitagsgebet nie das Haus verlässt. Eines Tages kommt Ibrahim an einem alten Buchhändler vorbei und beginnt in dessen Ware zu stöbern. In einem Buch entdeckt er das Bildnis einer jungen Frau, die so schön ist, dass sie ihn um den Verstand bringt und er sich in die Schöne verliebt. Ibrahim fragt den Händler, ob dieses Bild nach einer realen Frau gemalt worden sei und der Händler erklärt ihm, dass das Bild von einem Mann namens Abu al-Qassim al-Sandalani gemalt wurde, der im Stadtteil al-Karch in Bagdad lebt. Daraufhin schließt sich Ibrahim einer Karawane an und reist von Ägypten nach in den heutigen Irak nach Bagdad, wo er schließlich im Stadtteil al-Karch den alten Maler des Bildes trifft.
Abu al-Qassim al-Sandalani erklärt ihm, dass es sich bei der geheimnisvollen schönen Frau um seine Cousine Dschamila handelt, die Tochter von Abu Laith, dem Sultan von Basra. Al-Sandalani fügt hinzu, dass er einst selbst um Dschamilas Hand angehalten hatte, doch sowohl ihr Vater als auch sie selbst hatten ihn ablehnt. Al-Sandalani ist bereit, Ibrahim zu helfen und stattet ihn mit einem Schiff aus, das ihn von Bagdad den Tigris hinunter nach Basra bringt.
Nach ein wenig Herumfragen macht Ibrahim den Garten der Prinzessin Dschamila ausfindig, wo ihm der Gärtner weiterhilft, der wie alle anderen berührt von seiner Geschichte ist. Am nächsten Tag legt sich Ibrahim in einer Gartenlaube auf die Lauer, als Dschamila mit ihren Dienerinnen ankommt. Die Prinzessin und ihre Dienerinnen lassen sich im Garten nieder, wobei ihre Sklavinnen ihre Obergewänder ablegen und anfangen zu musizieren und zu tanzen. Nach einer Aufforderung durch ihre Dienerinnen legt auch Dschamila ihre Obergewänder ab, wobei ihre Brüste unter dem dünnen Unterhemd deutlich sichtbar werden und sie so verführerisch zu tanzen beginnt, dass Ibrahim fast den Verstand verliert.
Zufällig wirft Dschamila einen Blick auf genau die Stelle, wo sich Ibrahim versteckt hat. Mit der Aufforderung an ihre Dienerinnen, sitzen zu bleiben, entfernt sie sich mit einem Messer bewaffnet und begibt sich zu dem Verborgenen. Als sie Ibrahim entdeckt, ist sie von seinem schönen Äußeren genauso in Bann gezogen wie er von dem ihren. Ibrahim erzählt ihr wer er ist und warum er sich in den Garten geschlichen hat. Dschamila ist verzückt und eröffnet ihm, dass sie andere Männer bisher abgelehnt hat, weil sie gehört hat, dass es in Ägypten einen schönen Jüngling namens Ibrahim ibn al-Khasib gibt, in dessen Beschreibung sie sich verliebt und in Hoffnung ihn zu treffen gewartet habe. Das vereinigte verliebte Paar verbringt den ganzen Morgen bis zum Mittag miteinander, bis Ibrahim ihr eröffnet, dass er ein Schiff hat, mit dem sie gemeinsam Basra verlassen können. Dschamila stimmt zu und in der Nacht schleichen sich beide auf das Schiff und fahren nach Bagdad, von wo aus sie den Tigris weiter hinauf nach Mossul wollen. In Bagdad angekommen machen sie einen Zwischenhalt und treffen Abu al-Qassim al-Sandalani wieder, der ihnen eine Schachtel Süßigkeiten schenkt. Dschamila ist erschrocken, weil sie weiß, dass al-Sandalani sie begehrt. Als Ibrahim von den Süßigkeiten isst, bricht er ohnmächtig zusammen. Als er wieder erwacht, ist er fast nackt und Dschamila verschwunden. Ibrahim flieht vor anrückenden Wachen in ein Badehaus, wo er auf die blutige Leiche einer ermordeten Frau stößt. Kurz darauf wird er von den Wachen aufgegriffen und wegen Mordes zum Tode verurteilt.
In der Zwischenzeit hat jedoch Ibrahims Vater aus Sorge um seinen vermissten Sohn seinen Kammerherrn aus Ägypten zum Kalifen Harun al-Raschid gesandt, der sogleich nach Ibrahim suchen lässt. Die Spur kann zurückverfolgt und Ibrahim rechtzeitig vor der Hinrichtung bewahrt werden. Der wahre Mörder der ermordeten Frau wird gefasst und exekutiert, dann stürmen die Wachen das Anwesen von Abu al-Qassim al-Sandalani, wo sie auch die gefesselte Dschamila vorfinden. Al-Sandalani werden für sein Vergehen die Hände amputiert und er anschließend gekreuzigt; sein Hab und Gut geht an Ibrahim.
Ibrahim und Dschamila werden vor den Kalifen Harun al-Raschid gebracht, der schließlich das Liebespaar vermählt. Beide kehren nach Ägypten zurück, wo das glückliche Paar lebt, bis der Tod sie schließlich voneinander trennt.

## Hintergrund

### Textinhalt und historischer Hintergrund
Die Autoren der Arabian Nights Encyclopedia gehen davon aus, dass es sich um eine ägyptische Geschichte nach einem persischen Vorbild handelt. Sie enthält zudem eine der wenigen Stellen in den arabischen Fassungen von Tausendundeiner Nacht, in denen der Tanz erwähnt wird. Die Hauptfigur des Ibrahim ibn al-Khasib ist wohl identisch mit der historischen Person des Ibrahim ibn al-Khaṣīb ibn ʿAbd al-Ḥamid.

### Textquellen
Die Erzählung ist in den ägyptischen Handschriften und den frühen arabischen Druckausgaben enthalten, mit Ausnahme der Breslauer Edition. Die Kalkutta-II-Edition diente als Grundlage für die Sammlung von Richard Francis Burton und Enno Littmann.

### Rezeption
Abseits von Tausendundeine Nacht findet sich die Erzählung in einer anonymen ägyptischen Sammlung von Erzähltexten aus dem sechzehnten Jahrhundert, die denen aus Tausendundeiner Nacht ähnelt.

## Wissenswertes
Das Erzählmotiv, dass sich die Hauptfigur einer Geschichte mittels eines Bildes verliebt, findet sich in weiteren der Geschichten aus Tausendundeine Nacht, etwa in Der Goldschmied und die Sängersklavin (ANE 194).

## Ausgaben
Gesamtausgaben von Tausendundeine Nacht
- Richard Francis Burton: Arabian Nights, Burton Club, 1900 (Erstausgabe 1885–1888), Band 9, S. 207–229.
- Enno Littmann: Die Erzählungen aus den tausendundein Nächten, Karl Insel Verlag, Frankfurt 1968, Band 6, S. 379–408. (Kalkutta II-Edition).
- Claudia Ott: Tausendundeine Nacht – Das Buch der Liebe. C. H. Beck, München 2022, S. 263–285.

Teil-Ausgaben von Tausendundeine Nacht
- Schrader, Hermann (Bearbeiter): Liebesabenteuer aus 1001 Nacht, Manfred Pawlak Verlag, 1980, S. 65–88 (als Ibrahim und Dschamilah).